# Hyelaphus
Os  cervos-dourados ou cervos-porcos (Hyelaphus) são cervídeos, relativamente pequenos, encontrados no Sul e Sudeste da Ásia. Todas as espécies deste gênero se encontram ameaçadas de extinção e, originalmente, pertenciam ao gênero Axis. Ao serem reclassificadas, toraram-no monotípico, uma vez que uma única espécie a ele pertence - o chital. Estudos recentes apontam que o gênero é mais semelhante, geneticamente, ao gênero Rusa do que ao gênero Axis. 
É um dos gêneros que pertence ao grupo de cervos verdadeiros.

## Espécies
- Hyelaphus porcinus - Cervo-porco-indiano;
- Hyelaphus annamiticus - Cervo-porco-indochinês, cervo-de-annamite ou cervo-porco-de-thai;
- Hyelaphus calamianensis - Cervo-porco-de-calamian-islands ou cervo-de-calamian-islands;[3]
- Hyelaphus kuhlii - Cervo-porco-de-bawean, cervo-porco-de-kuhl ou cervo-de-bawean.